# Rudolf Gleichauf

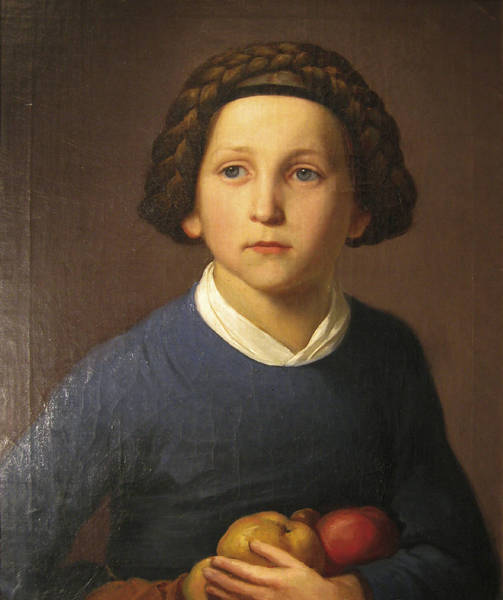
Rudolf Gleichauf : Portrait d'une fillette.

Rudolf Gleichauf, né le 29 juillet 1826 à Hüfingen et mort le 15 octobre 1896 à Karlsruhe, est une peintre badois. Il reçut aussi des commandes de fresques de la part de la direction des bâtiments publics du grand-duché de Bade. 

## Biographie
Gleichauf étudie à l'école de dessin de Lucian Reich (père du sculpteur Franz Xaver Reich (de) et du peintre poète Lucian Reich. Après que Reich eut envoyé quelques illustrations du jeune garçon de dix ans à Schnorr von Carolsfeld et que celui-ci eut reconnu le talent du garçon, Gleichauf reçoit une bourse du prince Charles-Egon III de Fürstenberg à l'académie de Munich auprès de Schnorr von Carolsfeld. Gleichauf suit Schnorr von Carolsfeld en 1846 à l'académie de Dresde où il copie abondamment les œuvres des maîtres anciens. 
En 1848, il retourne dans le pays de Bade puis part en 1850 pour Francfort à l'école des beaux-arts. À cette époque, il peint une frise d'enfants pour la Trinkhalle de Baden-Baden. Il y a aussi un relief en argile brûlée de Gleichauf qui représente Louis-Guillaume de Bade-Bade, dit « Louis le Turc ». De Francfort, il est appelé à Karlsruhe par Heinrich Hübsch, directeur en chef des bâtiments publics de Karlsruhe, pour réaliser des fresques. Son successeur Josef Durm fait de même. Gleichauf peint la Hygée au fronton des bains de Vierordt. Une des figures en peinture s'estompe en vingt ans. Elle est refaite en 1892 en lithocaustique. En 1885-1886, il fait les tondi de  l'ancienne aula de l'université de Heidelberg. Il est aussi l'auteur du tableau d'autel de l'église catholique de Kronau et celui de l'église Sainte-Croix de Bietigheim qui montre l'invention de la Sainte Croix. Il peint aussi Le Christ ressuscité avec les saintes femmes au tombeau dans l'abside de la chapelle du cimetière principal de Karlsruhe.

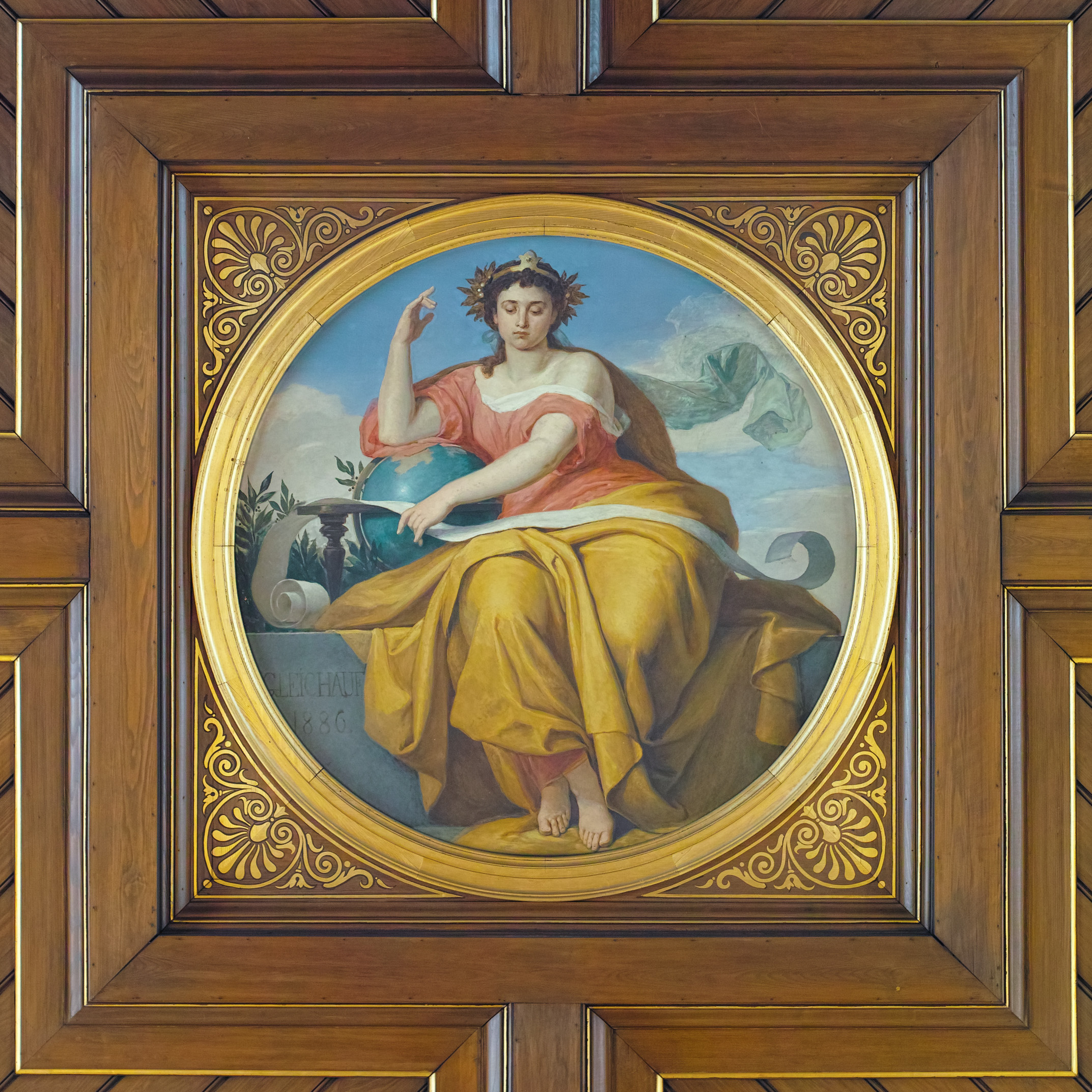
La Philosophie, ancienne aula d'Heidelberg.

En plus de nombreuses peintures murales, Gleichauf a également peint une quarantaine d'aquarelles et un grand nombre d'études de costumes pour le compte de la cour de Bade et du gouvernement de Bade entre 1862 et 1869, qui ont été conservées dans la collection de l'État de Bade et étaient prévues pour une vaste étude des costumes de Bade, qui n'a cependant pas été achevée. En 2009-2010, l'exposition Gegenüber avec des œuvres de Rudolf Gleichauf a été présentée au musée d'art et d'histoire de Hüfingen.
Une sœur de Rudolf Gleichauf était mariée avec l'artiste Joseph Heinemann, frère de Johann Nepomuk Heinemann (de).

## Distinctions
- Ordre du Lion de Zaeringen
- Ordre du Faucon blanc